# Central nuclear de Bohunice

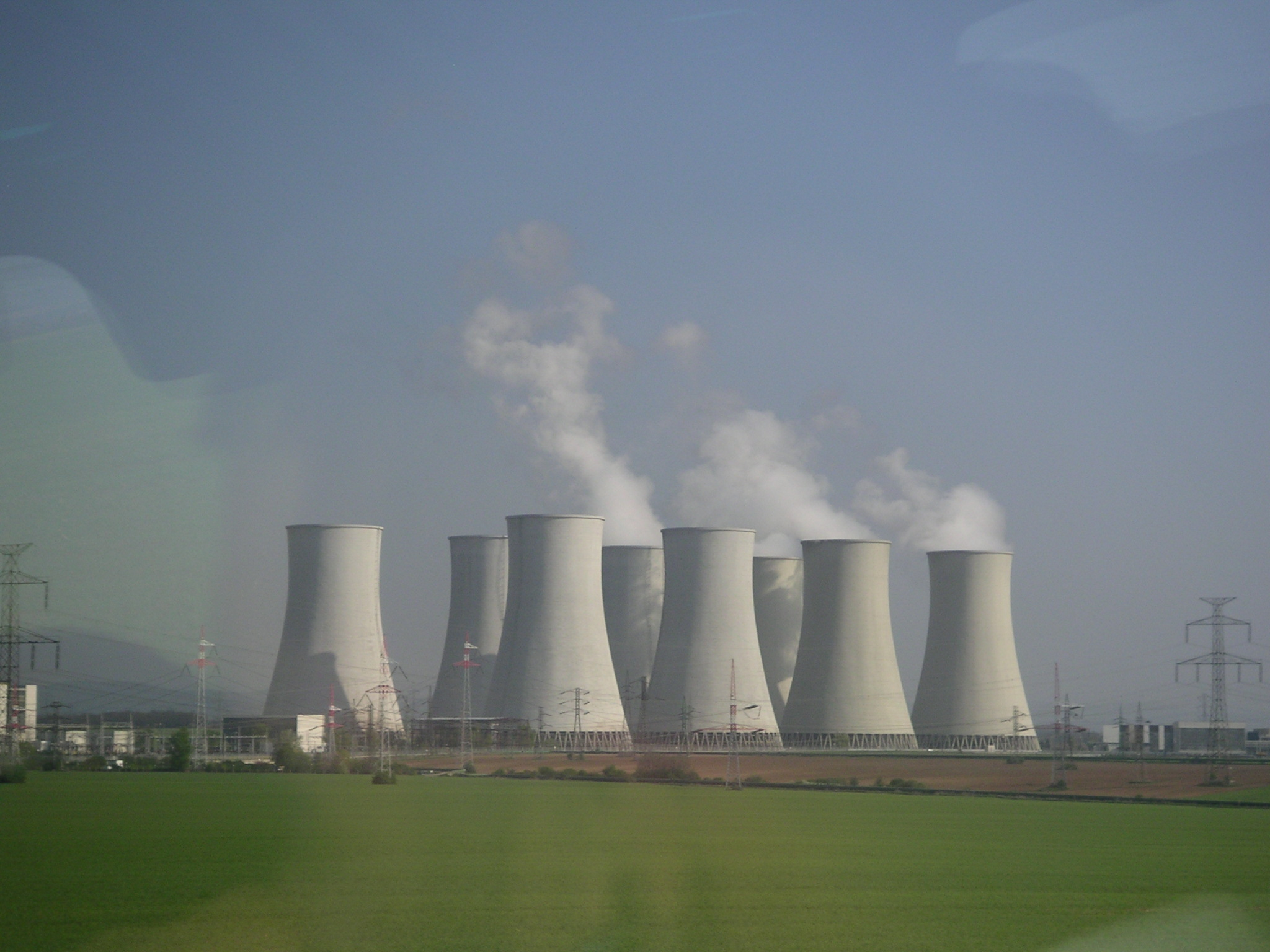
Torres de refrigeración de la central nuclear de Bohunice (V1 a la izquierda y V2 a la derecha)

La central nuclear de Bohunice (en eslovaco: Atómové elektrárne Bohunice, abreviado EBO) consta de un complejo de dos plantas de energía nuclear situadas a 2,5 km de la población de Jaslovské Bohunice en el distrito de Trnava en el oeste de Eslovaquia (48°29′40″N 17°40′55″E / 48.49444, 17.68194). 
La EBO comprende dos plantas: V-1 y V-2. Ambas plantas cuenta con dos unidades de reactores, que han sido conectadas de forma gradual a la red de energía en el período comprendido entre 1978 y 1985. Se adoptó el concepto más extendido mundialmente de reactor presurizado y se utilizó el diseño soviético VVER 440 en la construcción de las plantas nucleares de energía V-1 y V-2.
Sus promedios anuales de generación de electricidad se sitúan en los 12.000 GWh. 
Con el desarrollo de un sistema de suministro de calefacción central para la ciudad de Trnava desde la Planta de Bohunice, la unidad V-2 se cambió a la cogeneración. También forma parte de este sistema una canalización de alimentación de calor instalada en 1987. Instalada en 1997, le línea de suministro de calor a Leopoldov y Hlohovec también ha sido diseñada como una ramificación de la canalización procedente de la línea de Trnava.
También hay otra planta de energía – la A-1 – en el emplazamiento de Jaslovské Bohunice. El 22 de febrero de 1977, el reactor A-1, de tipo KS 150, sufrió un accidente importante durante el repostado de combustible. La planta está en trámites de su proceso de desinstalación.

- Datos: Q833602
- Multimedia: Bohunice Nuclear Power Plant / Q833602